# 11. Feldartillerie-Brigade (Deutsches Kaiserreich)
Die 11. Feldartillerie-Brigade war ein Großverband der Preußischen Armee.

## Geschichte
Die 11. Feldartillerie-Brigade  hatte ihren Ursprung in der 5. Artillerie-Brigade, die am 16. Juni 1864 durch Trennung der Feldartillerie von der Festungsartillerie gebildet wurde. Am 18. Juli 1872 wurde sie  in 6. Feldartillerie-Brigade umbenannt und das Fußartillerie-Regiment (früher Festungs-Artillerie-Regiment) direkt dem Armee-Korps unterstellt. Dafür wurde das Feldartillerie-Regiment in seinem Bestand erweitert und geteilt. Bezeichnung und Nummer blieben bei den beiden Feldartillerie-Regimentern gleich. Das eine Regiment erhielt den Zusatz „Divisions-Artillerie“ und das andere „Korps-Artillerie“. Dies verdeutlichte ihre Einsatzbestimmung im Kriegsfall.
Mit der Auflösung der Feldartillerie-Inspektionen (AKO-Erlass vom 14. März 1889) wurden die Feldartillerie-Brigaden direkt dem Armee-Korps unterstellt und so wurde sie zum 25. März 1899 in 11. Feldartillerie-Brigade umbenannt und hatte ihren Standort in Breslau.
Am 16. Februar 1917 wurde sie zum Artillerie-Kommandeur 11 umfunktioniert, dem damit die taktische Führung der gesamten Feld- und schweren Artillerie oblag.
Die Brigade war von 1899 an Teil der 11. Division (Standort Brandenburg), die dem VI. Armee-Korps in Breslau zugeordnet war.

### Gliederung
- 1864 bis 1872

Schlesisches Feldartillerie-Regiment Nr. 6 und Schlesisches Festungsartillerie-Regiment Nr. 6
- 1872 bis 1874

Schlesisches Feldartillerie-Regiment Nr. 6 Korps-Artillerie und Schlesisches Feldartillerie-Regiment Nr. 6 Divisions-Artillerie
- 1874 bis 1890

Schlesisches Feldartillerie-Regiment Nr. 6 und Oberschlesisches Feldartillerie-Regiment Nr. 21
- 1891 bis 1899

Wie vor, zusätzlich Schlesisches Train-Bataillon Nr. 6
- 1899 bis 1914

Feldartillerie-Regiment von Peucker (1. Schlesisches) Nr.6 und 2. Schlesisches Feldartillerie-Regiment Nr.42
- Kriegsgliederung bei Mobilmachung 1914

Wie vor
- Kriegsgliederung 1918

Artillerie-Kommandeur 11:
2. Schlesisches Feldartillerie-Regiment Nr.42 und Fußartillerie-Bataillon Nr. 131

### Deutscher Krieg 1866
Im Krieg Preußens gegen das Kaisertum Österreich wurde die Brigade unter Führung des Generals Friedrich Wilhelm Eduard Herkt in der  Königgrätz eingesetzt.

### Deutsch-Französischer Krieg 1870/1781
Mit der Mobilmachung übernahm General Adolf von Ramm das Kommando über die Brigade und war neben der Beschießung von Pfalzburg und Toul und dem Gefecht bei Moulin Saquet an der Belagerung von Paris beteiligt.

### Erster Weltkrieg
Mit Kriegsbeginn wurde die Brigade im Verband der 11. Division  ausschließlich an der Westfront eingesetzt.
Zu den Kampfhandlungen, Gefechten und Schlachten siehe Kampfgeschehen der 11. Division.

### Brigadekommandeure
| Name                                      | Datum                                                  |
| ----------------------------------------- | ------------------------------------------------------ |
| 6. Artillerie-Brigade                     |                                                        |
| Karl von Ramm                             | 25. Juni 1864 bis 11. Dezember 1865                    |
| Friedrich Wilhelm Eduard Herkt            | 12. Dezember 1865 bis 12. Mai 1869                     |
| Adolf von Ramm                            | 13. Mai 1869 bis 25. März 1871                         |
| Karl Gustav Köhler                        | 26. März 1871 bis 1. November 1872                     |
| 6. Feldartillerie-Brigade                 |                                                        |
| Karl Gustav Köhler                        | 1. November 1872 bis 14. September 1876                |
| Paul von Krenski                          | 15. September 1876 bis 13. Februar 1878                |
| Ludwig von Lyncker                        | 14. Februar 1878 bis 5. Dezember 1883                  |
| Carl von der Hude                         | 6. Dezember 1883 bis 31. März 1889                     |
| Carl Küper                                | 1. April 1889 bis 17. April 1891                       |
| Eduard von Davidsohn                      | 18. April 1891 bis 17. Juni 1895                       |
| Otto Pochhammer                           | 18. Juni 1895 bis 23. Mai 1898                         |
| Otto von Dulitz                           | 24. Mai 1898 bis 25. März 1899                         |
| 11. Feldartillerie-Brigade                |                                                        |
| Otto von Dulitz                           | 25. März 1899 bis 17. April 1899                       |
| Benno von Brause                          | 18. April 1899 bis 17. Mai 1901                        |
| Friedrich Fritsch                         | 18. Mai 1901 bis 17. Dezember 1901                     |
| Adolf Schuch                              | 18. Dezember 1901 bis 19. Juli 1904                    |
| Johann von Wasmer                         | 20. April 1904 bis 13. Oktober 1909                    |
| August von Hahn                           | 14. Oktober 1909 bis 17. Februar 1913                  |
| Edwin Julius Albrecht von Bischoffshausen | 18. Februar 1913 bis 18. Juli 1915                     |
| Karl Fouquet                              | 19. Juli 1915 bis 15. August 1916                      |
| Hans Lepper                               | 16. August 1916 bis 9. Januar 1917                     |
| Ernst von Stockhausen                     | 10. Januar 1917 bis 16. Februar 1917                   |
| Arko 11                                   |                                                        |
| Ernst von Stockhausen                     | 16. Februar 1917 bis 26. Mai 1917                      |
| Ferdinand Streuber                        | 27. Mai 1917 bis 17. Juni 1917                         |
| Paul von Krenski                          | 18. Juni 1917 bis März 1918                            |
| Karl von Herff                            | März 1918 bis Kriegsende                               |
| William Georg Ernst von Zglinicki         | 12. Februar 1919 bis 20. März 1919 (Demobilisierung)   |
| Franz Launhardt                           | 21. März 1919 bis 30. September 1919 (Demobilisierung) |